# 林柰
林柰，福建連江东岱人，明朝政治人物、進士出身。

## 生平
永樂十六年，登進士，擔任江西州判。